# Ivica Matas
Ivica Matas (Offenburg, 13. siječnja 1977.) hrvatski je nogometni trener i bivši vratar.

## Karijera

### Igračka karijera
Karijeru je započeo u Šibeniku. Nakon toga prelazi u mostarski Zrinjski. Tu izrasta u kvalitetnog vratara, a u sezoni 2001./02. svojim zalaganjima na terenu, ali i korektnim odnosom prema igračima i navijačima Matas osvaja srca navijača u Mostaru. To mu donosi navijački trofej "Filip Šunjić - Pipa". U sezoni 2003./04. odlazi u Šibenik. Sezonu 2005./06. provodi u redovima Kamen Ingrada. Na ljeto 2006. vraća se Šibenik, u kojem igra do ljeta 2008. godine. U srpnju 2008. godine, Ivica Matas prelazi u redove Primorca iz Biograda. Kasnije igra za Dinaru iz Knina.

### Trenerska karijera
Nakon igračke karijere bavi se trenerskim poslom. Radio je kao trener vratara u omladinskoj školi Šibenika, a bio je i pomoćni trener prve momčadi. Kao pomoćnik Gorana Tomića radio je u kineskom Beijing Baxyju.Od 2015. radi i kao pomoćni trener te kao trener vratara u matičnom HNK Šibeniku.

## Vanjske poveznice
- Profil na transfermarkt.de